# Θ
Θ, θ（シータ、古代ギリシア語: θῆτα テータ、ギリシア語: θήτα スィタ、ギリシア語ラテン翻字: thēta）は、ギリシア文字の第8字母。古代ギリシア語での音声は[tʰ]、現代ギリシア語では[θ]。数価は 9、音価は現代語では [θ]。ラテン文字は th に転写される。
キリル文字のѲ（現在は使われていない）はこの文字を起源とする。

## 起源
フェニキア文字 𐤈 （テート）に由来する。フェニキア文字にはtのような音を表す字が2種類あったが（と）、ギリシアでは前者を無気音の[t]（「τ」（タウ））に使用し、後者は帯気音の[tʰ]（「θ」）のために転用した。

## 記号としての用法
- 国際音声記号として、[θ]は無声歯摩擦音を表す。
- 小文字の字形は θ（{\displaystyle \theta }）、ϑ（{\displaystyle \vartheta }）がある。
- 大文字は数学におけるランダウの記号の一つ。
- 幾何学で、角度を表す。sin θ など。
- 代数学で、やや古い本では加法の単位元 0 を表すのに使われていることがある（Θ の字形が 0 に似るためか）。
- 解析学で、楕円関数の一種であるテータ関数の関数記号。
- 素粒子物理学でペンタクォークの一つ（{\displaystyle uudd{\bar {s}}} からなる）を表すのに使われる。
- 経済学で、エージェントのタイプを表すのに用いられる（小文字の θ を各々のタイプ、大文字の Θ をタイプの集合〔タイプ空間〕に用いる）。
- θ エンジン：現代自動車/起亜自動車におけるワールドエンジンの呼称。

## 符号位置
| 大文字 | Unicode | JIS X 0213 | 文字参照               | 小文字 | Unicode | JIS X 0213 | 文字参照               | 備考 |
| ------ | ------- | ---------- | ---------------------- | ------ | ------- | ---------- | ---------------------- | ---- |
| Θ      | U+0398  | 1-6-8      | &Theta; &#x398; &#920; | θ      | U+03B8  | 1-6-40     | &theta; &#x3B8; &#952; |      |

| 記号 | Unicode | JIS X 0213 | 文字参照                  | 名称               |
| ---- | ------- | ---------- | ------------------------- | ------------------ |
| ϑ    | U+03D1  | -          | &thetasym; &#x3D1; &#977; | GREEK THETA SYMBOL |